# Ulla Procopé

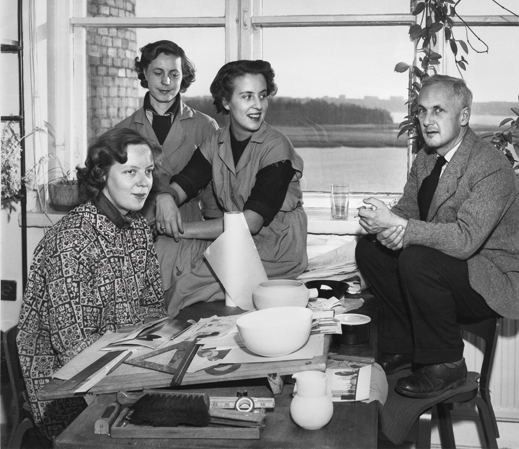
Ulla Procopé zittend op de tafel, met Arabia-ontwerpers Kaarina Aho, Saara Hopea en Kaj Franck, 1953.

Ulrika Eleonora Matilda Procopé-Nyman (Helsinki, 17 november 1921 – Tenerife, 21 december 1968), bekend als Ulla Procopé, was een Finse keramisch ontwerper.

## Carrière
Ze studeerde aan de Universiteit voor kunst en grafische vormgeving in Helsinki. In 1948 trad ze als pottenbakker in dienst van de keramische fabriek Arabia in Helsinki, maar het werk aan de draaischijf ondermijnde haar gezondheid. Daarom haalde artistiek directeur Kaj Franck haar in 1951 naar de designafdeling, waar ze nieuwe Arabia-ontwerpen ging maken. Ze verzorgde zowel de vormgeving als de beschildering. Op de Triennale 1957 in Milaan deelde ze een vitrine met Kaj Franck. Haar inzending, bestaande uit drie potten met deksel, een pan en een theepot met deksel en bruin keramisch handvat, kreeg een eervolle oorkonde.
Hoewel Ulla Procopé bescheiden op de achtergrond bleef toen Fins design internationaal doorbrak, ligt haar grote verdienste in het bedenken van oplossingen voor de massaproductie van pottenbakkerij. Doordat ze relatief jong stierf, heeft ze niet ten volle kunnen profiteren van het succes van haar werk. Ze heeft een aantal ontwerpen op haar naam staan, die Arabia tot een beroemd en prestigieus merk hebben gemaakt. Het op Spanje geïnspireerde porseleinen servies Valencia uit 1960, het in 1970 postuum uitgebrachte, bruine stenen servies Ruska ("herfstig bruin") en het Mahonki-servies gelden als typische voorbeelden van het Finse design dat in de tweede helft van de twintigste eeuw zeer populair werd en een klassieke status kreeg.
Werk van Ulla Procopé bevindt zich in onder meer het Designmuseum in Helsinki en het Nationalmuseum in Stockholm.

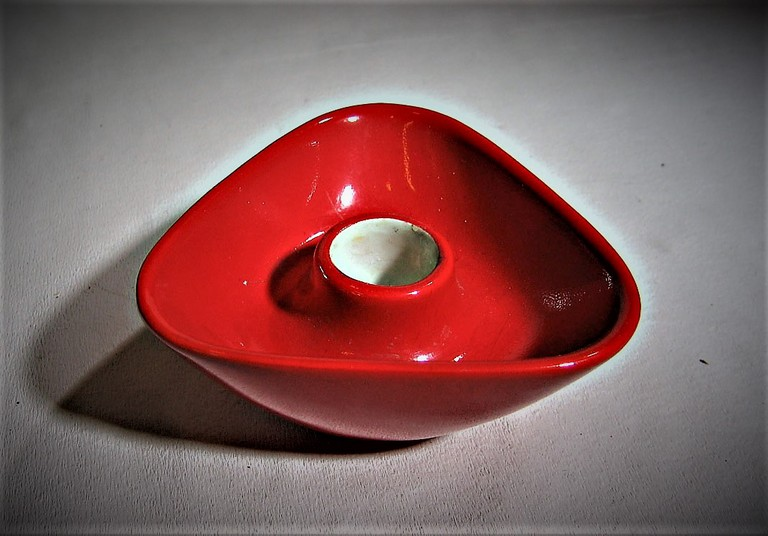
Kaarsenstandaard
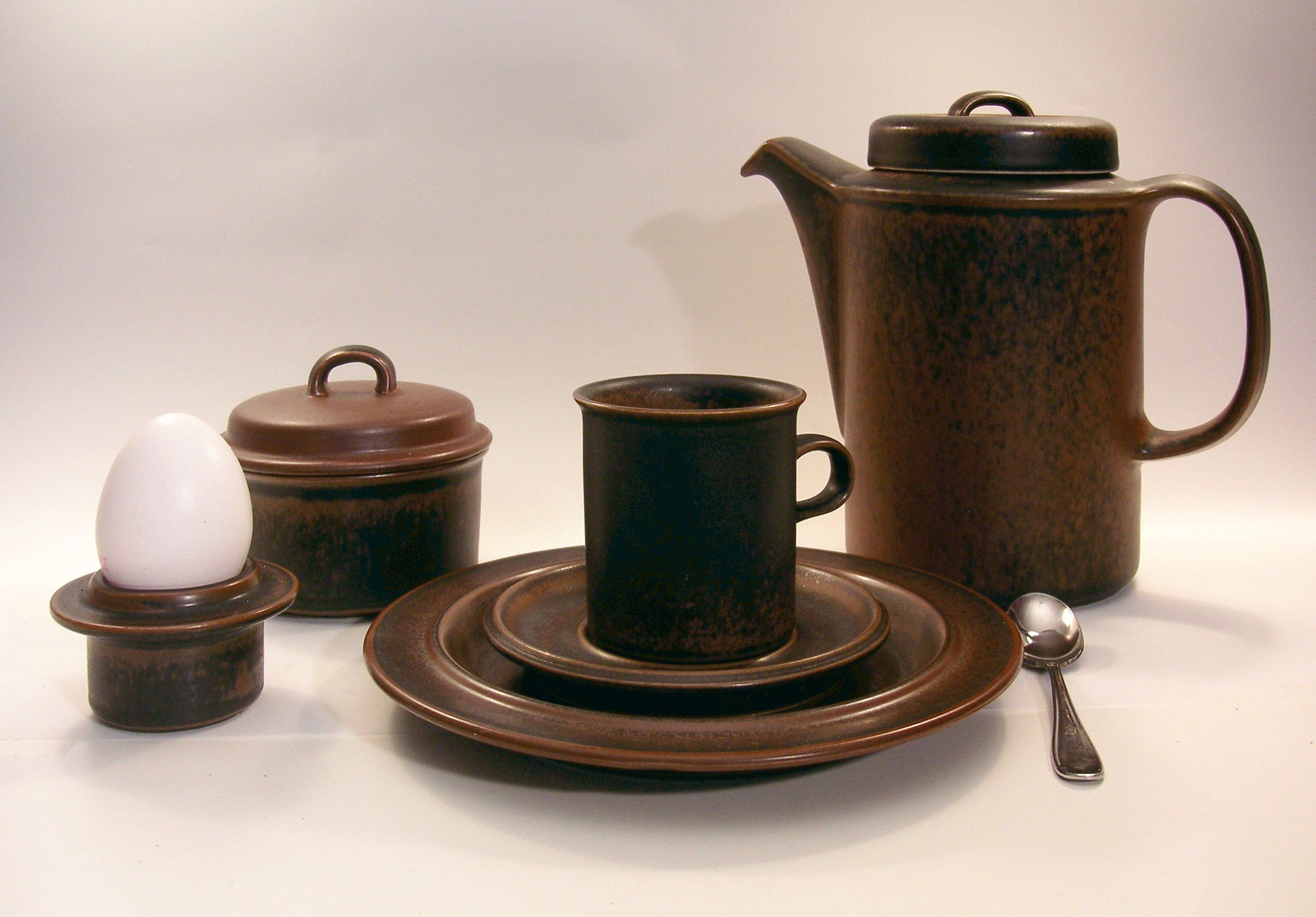
Ruska-servies
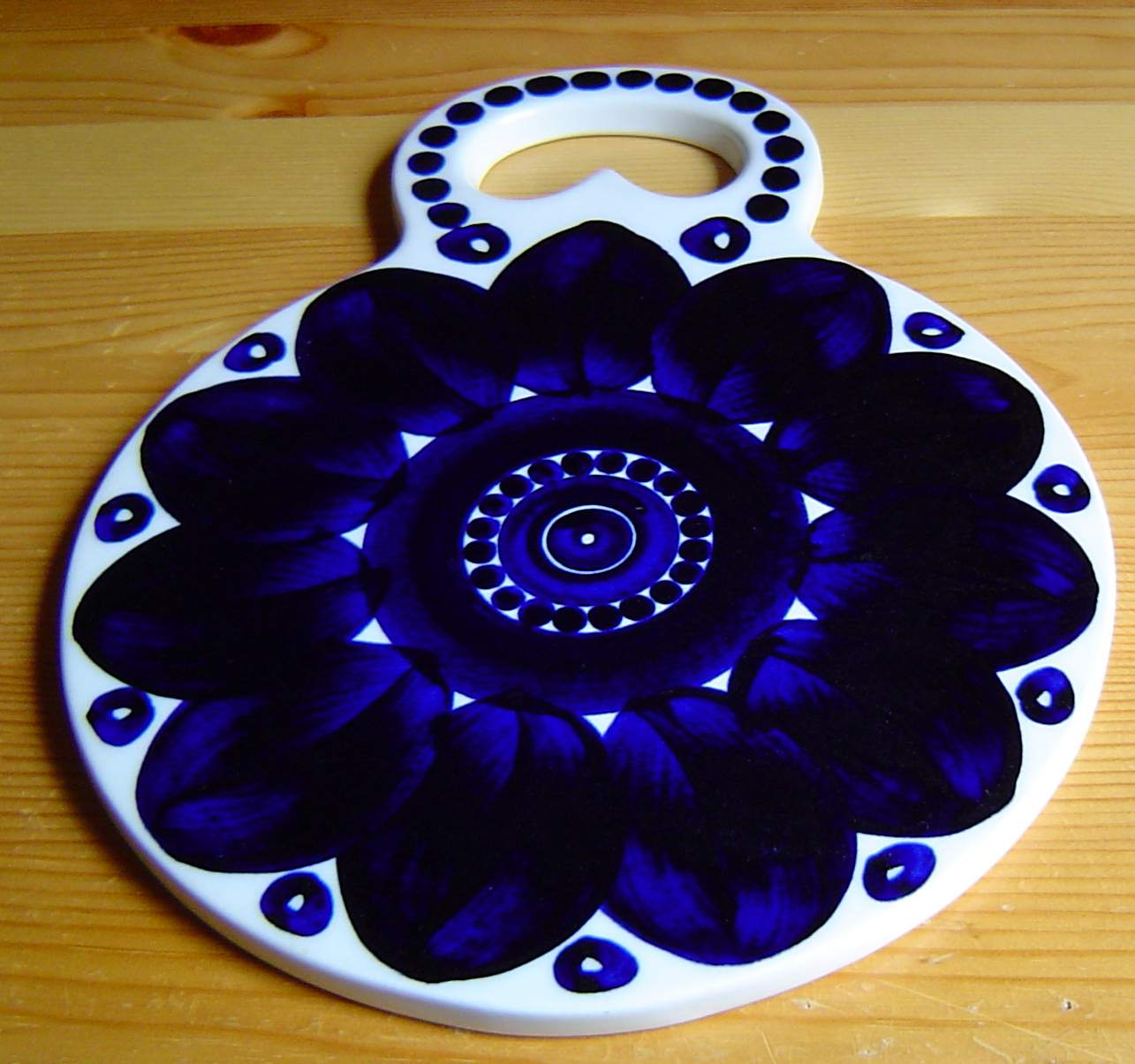
Kaasbord uit het Valencia-servies, bovenzijde
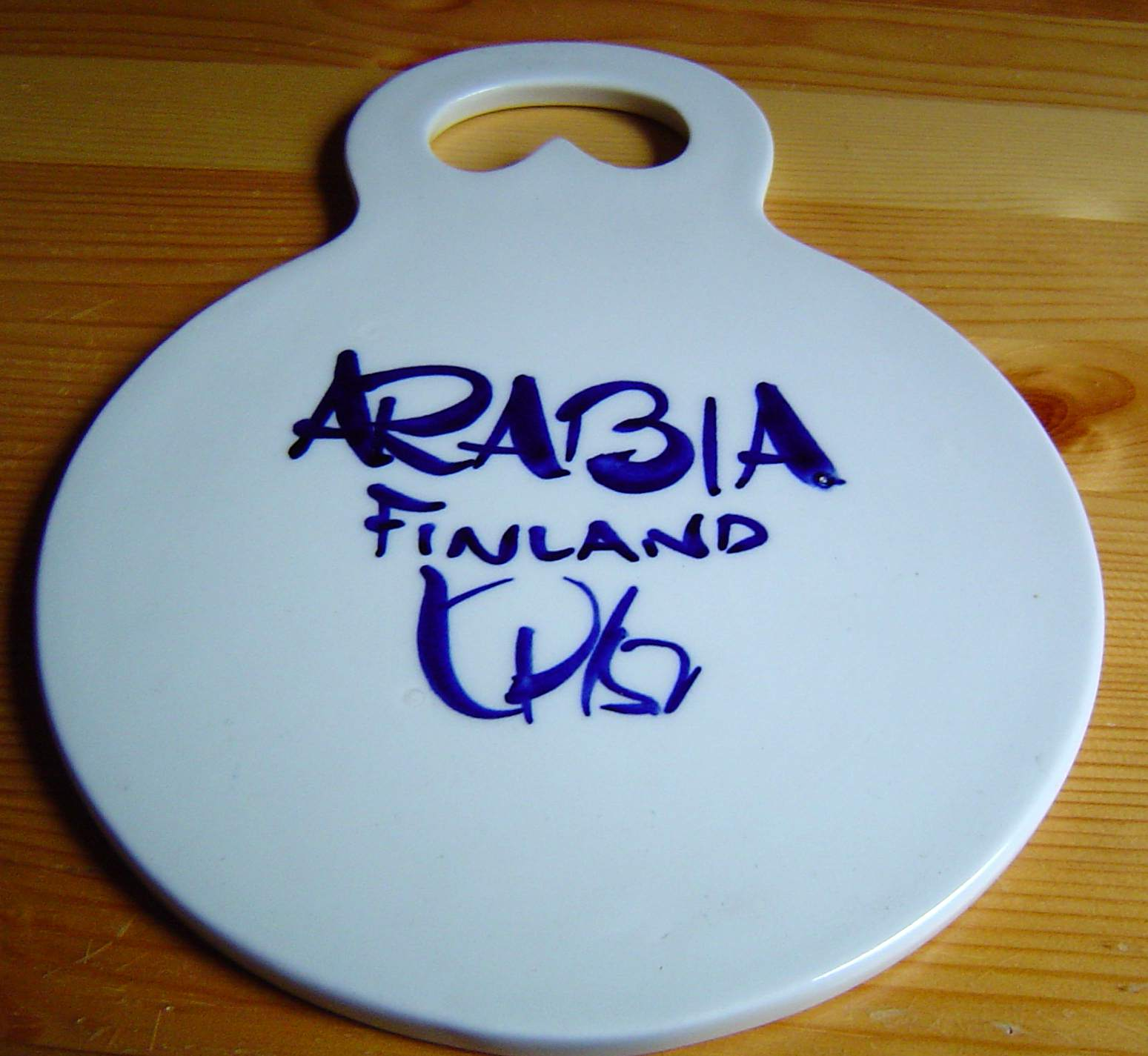
Idem, onderzijde, met signatuur van Ulla Procopé